# Herbert Walther (Physiker)
Herbert Walther (* 19. Januar 1935 in Ludwigshafen am Rhein; † 22. Juli 2006 in München) war ein deutscher Physiker. Er war ordentlicher Professor für Experimentalphysik der Universität München und Direktor am Max-Planck-Institut für Quantenoptik in Garching.

## Leben und Wirken
Walther studierte Physik an der Universität Heidelberg, wo er 1962 bei Hans Kopfermann promoviert wurde. Nach Forschungstätigkeiten an der Universität Hannover, wo er sich 1968 habilitierte, an dem „Laboratoire Aimé Cotton“ (1969) des CNRS in Orsay und an dem „Joint Institute for Laboratory Astrophysics“ (1970) in Boulder, Colorado, wurde er 1971 Professor an der Universität Bonn und dann noch im gleichen Jahr ordentlicher Professor an der Universität zu Köln.
Von 1975 bis zu seiner Emeritierung 2003 war er Ordinarius für Experimentalphysik an der Ludwig-Maximilians-Universität München. Er war einer der Gründungsdirektoren des 1981 neu gegründeten Max-Planck-Instituts für Quantenoptik, das aus der Projektgruppe „Laserforschung“ des Max-Planck-Institut für Plasmaphysik hervorging. Er wirkte dort bis zu seinem Tode.
Seine Forschungen lagen auf dem Gebiet der Quantenoptik, z. B. Arbeiten, die zur Entwicklung des „Ein-Atom-Masers“ führten, und der hochauflösenden Spektroskopie an ultrakalten Ionen, die in Paul-Fallen gefangen sind. Außerdem beschäftigten sich seine Mitarbeiter mit Experimenten zu den Grundlagen der Quantenmechanik, beispielsweise dem Quantenradierer. Walther ist Mitautor von über 600 wissenschaftlichen Arbeiten.
Herbert Walther war ab 1962 verheiratet mit Margot Walther, geborene Gröschel, und hatte zwei Kinder (Thomas, der später ebenfalls Physiker wurde, und Ulrike). Er starb 2006 und wurde in München-Pasing beigesetzt. Sein Nachlass wird im Archiv der Max-Planck-Gesellschaft in Berlin-Dahlem verwaltet.

## Preise und Ehrungen
Walther war seit 1983 ordentliches Mitglied der Bayerischen Akademie der Wissenschaften sowie seit 1995 korrespondierendes Mitglied der Nordrhein-Westfälischen Akademie der Wissenschaften und der Künste und seit 1994 der Heidelberger Akademie der Wissenschaften. Außerdem war er Mitglied der Deutschen Akademie der Naturforscher Leopoldina (seit 1986), der American Academy of Arts and Sciences (seit 1993) und der Academia Europaea (seit 1996) sowie Ehrenmitglied der Russischen Akademie der Wissenschaften und der Rumänischen Akademie der Wissenschaften.
- 1978: Max-Born-Preis der Deutschen Physikalischen Gesellschaft und des Londoner Institute of Physics
- 1988: Einstein-Preis für Laserforschung
- 1989: Carl-Friedrich-Gauß-Medaille
- 1990: Charles Hard Townes Award[2]
- 1993: Albert A. Michelson Medal[3]
- 1998: Ernst-Hellmut-Vits-Preis
- 1998: Stern-Gerlach-Medaille
- 1998: Fellow der American Physical Society
- 1999: Willis-E.-Lamb-Preis
- 1999: Bundesverdienstkreuz 1. Klasse
- 2002: Alfried-Krupp-Wissenschaftspreis
- 2003: Ehrenmitglied der DPG
- 2003: Bayerischer Verdienstorden
- 2003: Frederic Ives Medal[4]

2008 stifteten die Deutsche Physikalische Gesellschaft und die Optical Society of America den Herbert-Walther-Preis für bedeutsame Beiträge in den Bereichen der Quantenoptik und der Atomphysik.

## Schriften (Auswahl)
- als Hrsg.: Laser spectroscopy of atoms and molecules. Springer, Berlin u. a. 1976, ISBN 3-540-07324-8, (Topics in Applied Physics 2).
- mit Edward Roy Pike (Hrsg.): Photons and Quantum Fluctuations. Adam Hilger, Bristol u. a. 1988, ISBN 0-85274-240-1, (Malvern physics series 5), (Special Office of Naval Research Seminar, Cortina d’Ampezzo, 21. – 22. Januar 1988).
- mit Bertold-Georg Englert: Komplementarität in der Quantenmechanik. In: Physik in  unserer Zeit, 1992, Heft 5, ISSN 0031-9252, S. 213–220.
- mit Bertold-Georg Englert, Marlan Scully: Komplementarität und Welle Teilchen Dualismus. In: Spektrum der Wissenschaft, Heft 2, Februar 1995, ISSN 0170-2971, S. 50–56.
- Quantenphänomene eines einzelnen Atoms. In: Physikalische Blätter, Band 54, 1998, ISSN 0031-9252, S. 625–631, Online
- mit Theodor W. Hänsch: Laser spectroscopy and quantum optics. In: Reviews of Modern Physics Centennial Issue, Band 71, 1999, S. 242f.
- mit Thomas Walther: Was ist Licht? Von der klassischen Optik zur Quantenoptik. C. H. Beck, München 1999, (Beck'sche Reihe, C. H. Beck Wissen 2122), (2. Auflage. ebenda, 2004, ISBN 3-406-44722-8).
- Quantenphysik zwischen Theorie und Anwendung. In: Physikalische Blätter, Band 56, Heft 12, Dezember 2000, ISSN 0031-9252, S. 57–63 (Heft zu 100 Jahre Quantentheorie), Online
- Was ist Licht?. In Heiner Müller-Krumbhaar, Hermann-Friedrich Wagner (Hrsg.): ... und er würfelt doch. Von der Erforschung des ganz Großen, des ganz Kleinen und der ganz vielen Dinge. Wiley-VCH, Weinheim u. a. 2001, ISBN 3-527-40328-0, (Sammelband zum Jahr der Physik 2000 der DPG, Deutsche Physikalische Gesellschaft).
- mit Wolfgang P. Schleich (Hrsg.): Elements of Quantum Information, Wiley-VCH, Weinheim 2007, ISBN 978-3-527-40725-5, (Nachdruck aus: Fortschritte der Physik 54, 2006, 8/10), (State-of-the-art summary of the various projects of the 'Quantum Information Highway A8' (Kompetenznetzwerk Quanteninformation A8)).
- Atome im Nichtklassischen Licht, Physikalische Blätter, Band 47, 1991, S. 38–41, Online
- Der Ein-Atom-Maser: Die Quantenelektrodynamik in einem Resonator und die Erzeugung nichtklassischer Strahlungsfelder, Physikalische Blätter, Band 43, 1987, S. 33–39, Online